# Ingelheim am Rhein
Ingelheim am Rhein je grad u okrugu Mainz-Bingen u njemačkoj pokrajini Porajnje-Falačka na lijevoj obali Rajne. Grad se naziva Rotweinstadt ("grad crvenog vina"), a od 1996. godine je sjedište Mainz-Bingena.

## Zemljopis
Ingelheim am Rhein nalazi se na sjeveru Rheinhessena (Rajnski Hessen) zapadno od Mainza. Rajna je sjeverna gradska granica. Prema jugu, grad se proteže u dolini rijeke Selz, koja se ulijeva u Rajnu.
Najniža točka je luka na Rajni na 80,8 metara nadmorske visine. Dvije najviše točke Mainzer Berga na 247,8 i Westerberga na 247,5 metara nadmorske visine.
Grad se nalazi u umjerenoj zoni. Prosječna godišnja temperatura u Ingelheimu je 9,8 °C. Najtopliji mjeseci su srpanj i kolovoz s prosječnom temperaturama od 18,0 do 18,5 °C, dok je najhladniji mjesec siječanj sa samo 1,0 °C u prosjeku. Najviše oborina padne u lipnju i kolovozu s prosjekom od 64 mm, a najmanje u ožujku s prosjekom od 31 mm.

## Povijest
Područje Ingelheima naseljeno još od prapovijesti. Mjesto je imalo poseban značaj pod Karlom Velikim i njegovim nasljednicima. Karlo je ovdje imao ingelheimšku carsku palaču (Ingelheimer Kaiserpfalz). Njegov sin i nasljednik, car Ludovik I. Pobožni umro je 20. lipnja 840. u Ingelheimu. U razvijenom i kasnom srednjem vijeku Ingelheimu, kao i cijeloj Falačkoj je pala važnost. Za njemačku pravnu povijesti ingelheimški visoki sud (Ingelheimer Oberhof) je od posebnog značaja, kao jedinstvena zbirka sačuvanih presuda iz 15. i 16. stoljeća.
Od Drugog svjetskog rata Ingelheim je jedino sačuvano mjesto između Mainza i Koblenza.

## Gradovi prijatelji
- Autun, Francuska (od 1963.)
- Stevenage, Engleska (od 1963.)
- Berlin-Kreuzberg, Njemačka (od 1971.)
- San Pietro in Cariano, Italija (od 1984.)
- Limbach-Oberfrohna, Njemačka (od 1990.)
- Nysa, Poljska (od 2002.)
- Afula, Izrael

## Vanjske poveznice
|  | Zajednički poslužitelj ima još gradiva o temi Ingelheim am Rhein |

- Službene stranice (njem.)